# Marasmius tenuiparietalis
Marasmius tenuiparietalis är en svampart som beskrevs av Singer 1969. Marasmius tenuiparietalis ingår i släktet Marasmius och familjen Marasmiaceae.   Inga underarter finns listade i Catalogue of Life.